# Jürgen Noack
Jürgen Noack (* 29. September 1938 in Mallmitz/Schlesien) ist ein ehemaliger deutscher  Kanusportler, Diplomsportlehrer und Lektor an der Universität Leipzig.

## Leben
Im Ergebnis der territorialen Verschiebungen am Ende des Zweiten Weltkrieges musste Noack seine schlesische Geburtsheimat verlassen. Die Jugendzeit verbrachte er in Spremberg in der Lausitz und erlernte das Tischlerhandwerk. Mit fünfzehn Jahren trat er der dortigen  Betriebssportgemeinschaft „Einheit“ Spremberg bei, die ihn in den Wettkampfdisziplinen des  Kanusports ausbildete. In der Bootsbesatzung mit Siegfried Lück war er bald bei regionalen Meisterschaften im damaligen Bezirk Cottbus erfolgreich. 1958 delegierte ihn die BSG an die Deutsche Hochschule für Körperkultur nach Leipzig, wo er auch studierte. Sein erster Trainer dort war Helmut Schmieder, später Siegfried Seidemann. Für den SC DHfK Leipzig startete er zusammen mit seinem Partner zwischen 1959 und 1967 fünfmal bei Weltmeisterschaften. Dabei errangen sie vier Weltmeistertitel im Kanuslalom und  Wildwasserrennen, sowie drei weitere Platzierungen. Hinzu kamen zahlreiche Erfolge bei DDR-Meisterschaften und als Wildwasserspezialist 1968 auch ein Titel im Kanurennsport. Nach dem Studium wurde Noack Kanulehrer am Kulturhaus des  Petrolchemischen Kombinates Schwedt, wo er ein Trainingszentrum für diese Sportart errichtete.
In Vorbereitung auf die  Olympischen Spiele 1972 holte ihn der  Kanuverband der DDR als wissenschaftlichen Mitarbeiter nach Leipzig. Noack war Mitglied des Trainerrates, konstruierte in Zusammenarbeit mit der  Forschungs- und Entwicklungsstelle für Sportgeräte Berlin das Wettkampfboot, mit dem Reinhard Eiben 1972 die Kanuslalom-Goldmedaille in  Augsburg gewann, und wurde als Kampfrichter für die olympischen Wettbewerbe vorbereitet.
Noacks Kaderakte hatte jedoch einen „Schönheitsfehler“, mit dem er nicht zur Abgrenzungsdoktrin des  DTSB-Leistungssportapparates passte. Er war nicht bereit, jegliche Verbindungen zu seinen in der BRD lebenden Familienangehörigen abzubrechen, und wurde nie Mitglied der SED. Der Verband konfrontierte ihn daraufhin unvermittelt mit einem auf den 20. Mai 1975 datierten Schreiben, wonach ihm die Festanstellung im Wissenschaftlichen Zentrum entzogen wurde. Sein Arbeitsvertrag war kurzerhand in ein Abberufungsverhältnis „umgeschrieben“ worden, de facto: Berufsverbot. Auch für die Weiterführung eines begonnenen  Promotionsvorhabens hatte ihn die DHfK nicht mehr zugelassen. Dass dies auch unter den Bedingungen der herrschenden  Kadernomenklatur nicht das letzte Wort sein musste, bewies die Universität Leipzig. Sie gab Noack eine Perspektive im Hochschulsport. Hier führte er den Kanusport in das Sportprogramm des Institutes für Körpererziehung ein und gründete an der HSG eine Vereinsabteilung Kanu. Unter der Mentortätigkeit von Günther Röblitz promovierte er schließlich zu perspektivischen Zielstellungen im Lehrgebiet Sport.
Er pflegte eine langjährige Freundschaft zu Walter Gehlen, einem sportlichen Konkurrenten aus der Mannschaft der BRD. Walter hatte zu jener Zeit einen prominenten Namensvetter in Pullach, Reinhard Gehlen, Präsident des  Bundesnachrichtendienstes mit militärisch geprägter Vergangenheit. So wurde Noack auch noch beim  Militärischen Nachrichtendienst des ehemaligen  Ministeriums für Nationale Verteidigung aktenkundig.
Nach der Umstrukturierung des Hochschulsports in den 1990er Jahren fand Noack eine Tätigkeit in einem Umweltprojekt bei „Wissenschaft und Technik Dresden e. V.“ Er war Mitglied des Landesbezirksvorstandes Sachsen der Gewerkschaft  ÖTV, die er auch als ehrenamtlicher Richter am Arbeitsgericht Leipzig vertrat. Von 1998 bis 2017 gehörte er dem Rechtsausschuss des  Landessportbundes Sachsen an. In seiner Sportart engagierte er sich weiter beim Leipziger Kanu-Club e. V. sowie in der Wettkampforganisation des  Kanuparks Markkleeberg.
Noack ist Mitglied eines Leipziger Kanuvereins, dessen Tradition auf die 1931 gegründeten „Arbeiterwasserfahrer Fichte“ zurückgeht. Diese mussten sich in der Zeit des Nationalsozialismus auflösen, konnten jedoch als „Verein Germania“ überleben. Eine junge Studentengruppe, die sich über den Hochschulsport dem Kanusport zugewandt hatte, konstituierte sich nach der Wende unter diesem Namen neu. Noack lebt mit seiner Frau in  Machern/Sa. und ist Vater eines Sohnes.

## Erfolge
Als Aktiver: Weltmeisterschaften
- 1961 Gold C II Herren Wildwasserrennen
- 1963 Gold C II Herren Slalom (Mannschaft)
- 1963 Gold C II Herren Wildwasserrennen (Mannschaft)
- 1963 Bronze C II Herren Slalom
- 1965 Silber C II Herren Wildwasserrennen (Mannschaft)
- 1967 Gold C II Herren Slalom (Mannschaft)
- 1967 Bronze C II Herren Wildwasserrennen (Mannschaft)

## Ehrungen
- 1961 Verdienter Meister des Sports
- 1963/1967 Goldenes Paddel des  Deutschen Kanu-Sport-Verbandes
- 1976  Pestalozzi-Medaille
- 2017 Ehrennadel des Landessportbundes Sachsen

## Veröffentlichungen
- Deutsch-Deutsche Paddelfreundschaft. In:  „Kanu-Sport“, 87. Jahrgang, Heft 4, April 2018, S. 29
- Zu Verhaltensweisen bei der Befahrung fließender und unbekannter Gewässer sowie der Bewertung von Strömungsverhältnissen. In:  „Der Kanu-Sport, Mitteilungsblatt des Deutschen Kanu-Sport-Verbandes der Deutschen Demokratischen Republik“, 36,7 (1989), S. 5–7
- Vom Sportunterricht zur Meisterklasse – Reminiszenzen aus der jüngsten HSG-Sektion: Kanutouristik. In: „Universitätszeitung KMU Leipzig“, 27 (1984 – 02-03), S. 2